# جان ای. روسو
جان ای. روسو (انگلیسی: John A. Russo؛ زادهٔ ۱۹۳۹ (۸۵–۸۶ سال)) یک فیلم‌نامه‌نویس، کارگردان، و هنرپیشه اهل ایالات متحده آمریکا است. 

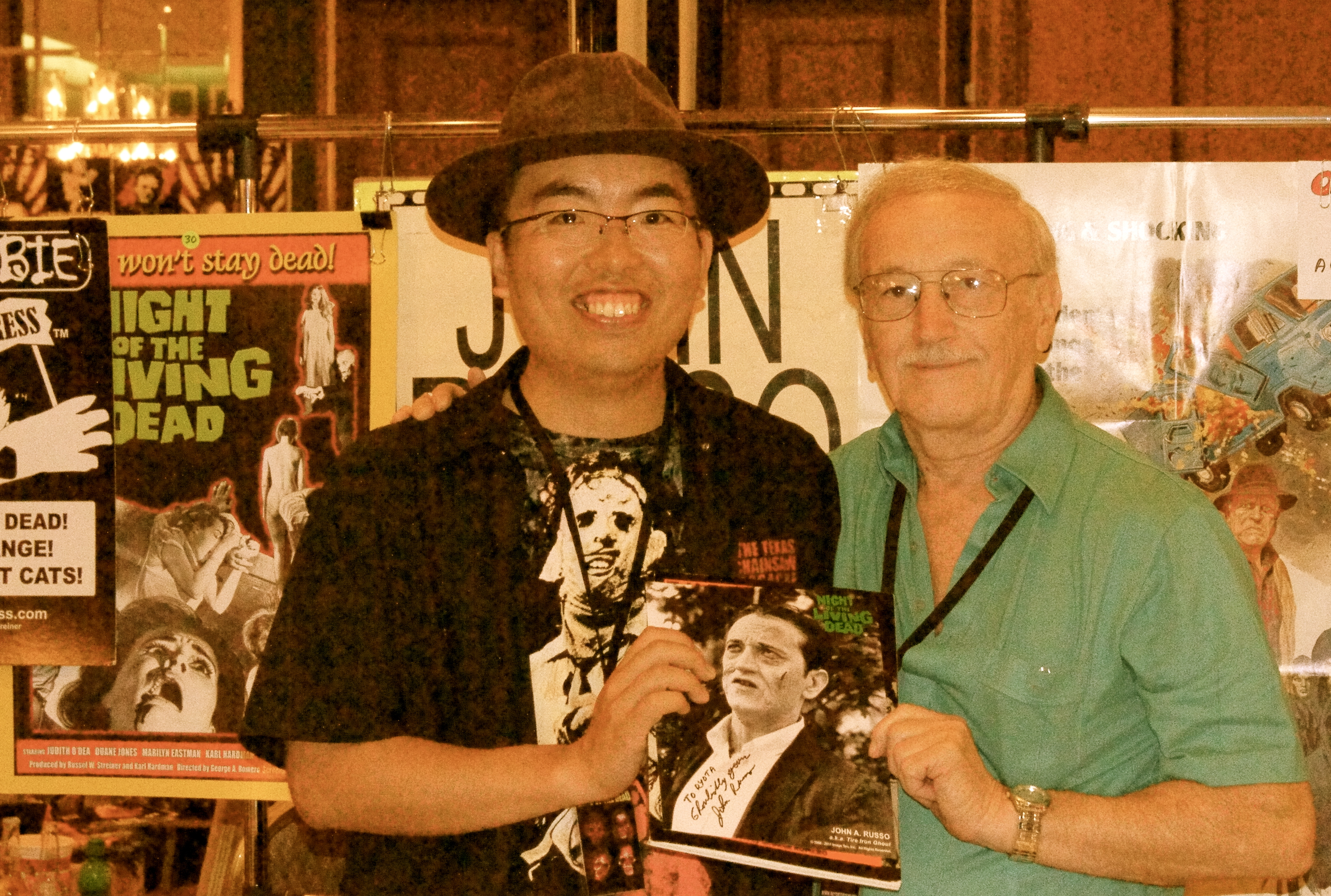
جان ای. روسو